# Jorge Taiana

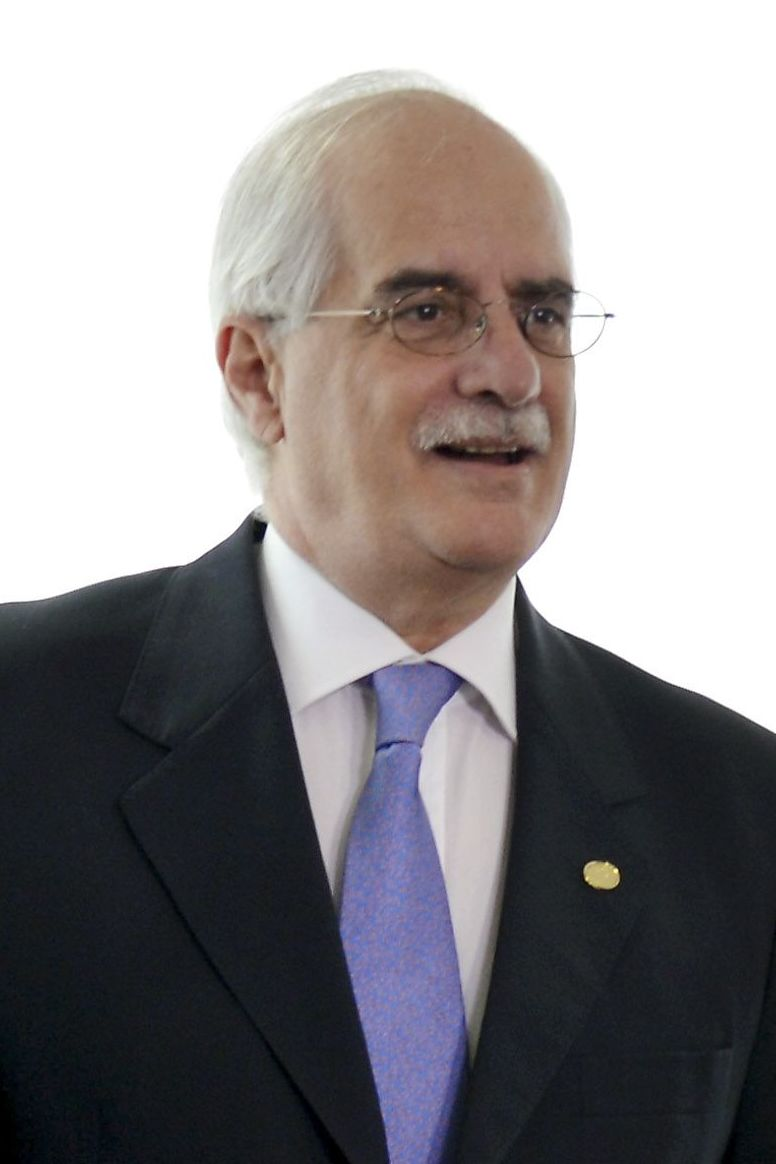
Jorge Taiana

Jorge Enrique Taiana (nascido em 31 de maio de 1950) é um político do Partido Justicialista argentino, que atuou como Ministro da Defesa do país, entre 10 de agosto de 2021 e 10 de dezembro de 2023. Taiana atuou anteriormente como Ministro das Relações Exteriores nas administrações do presidente Néstor Kirchner e sua sucessora, Cristina Fernández de Kirchner, de 2005 a 2010, e como Senador Nacional por Buenos Aires de 2019 a 2021.
Seu pai era Jorge Alberto Taiana, colega e médico do ex-presidente Juan Perón.